# Anstey (Leicestershire)
Anstey is een civil parish in het bestuurlijke gebied Charnwood, in het Engelse graafschap Leicestershire met 6528 inwoners.

## Geboren
- Molly Smitten-Downes (2 april 1987), zangeres

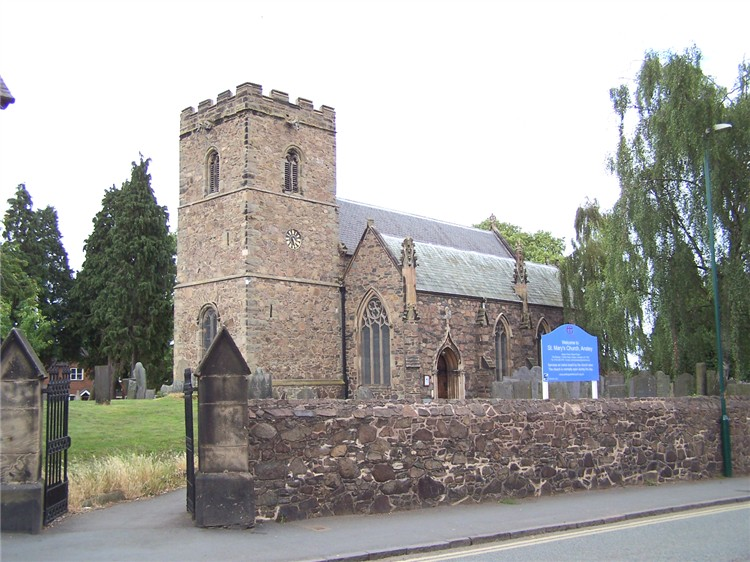
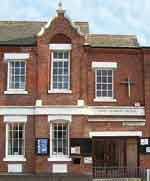